# Козлуджа (окръг Кюстенджа)
Вижте пояснителната страница за други значения на Козлуджа.
Козлуджа (на румънски: Coslugea) е село в окръг Кюстенджа, Северна Добруджа, Румъния.

## История
Според данни от официалния печат през 1919 г. румънски селяни от село Козлуджа нападат околните
български села за грабежи.
До 1940 година в Козлуджа има българско население, което се изселва в България по силата на подписаната през септември същата година Крайовската спогодба.